# Domenico Minuto
Domenico Minuto (Reggio Calabria, 27 marzo 1931) è uno storico italiano, autore di pubblicazioni sulla storia e l’arte dal tardo antico al medio evo compresi, con particolare riguardo alla civiltà ed all’architettura religiosa bizantina, nonché alla tradizione calabrese, specialmente grecanica.
Tra le opere principali si ricorda il Catalogo dei monasteri e dei luoghi di culto tra Reggio e Locri, una raccolta dei luoghi di culto nel territorio compreso tra Reggio Calabria e Locri che fornisce la localizzazione e la descrizione puntuale dei monumenti, con dettagliate notizie storiche e documenti d’archivio inerenti.
I temi trattati nei vari convegni a cui ha partecipato si possono raggruppare in quattro categorie principali: Architettura e grotte medievali in Calabria; Greci e la lingua greca di Calabria; La Chiesa greca; I santi italogreci di Calabria.
Nell’Archivio storico diocesano di Reggio Calabria è consultabile il «Fondo Domenico Minuto» che comprende, anche, numerose audiocassette di registrazioni riguardanti la cultura della civiltà grecanica di Calabria. Presso il «Museo Etnografico dei Greci d’Aspromonte», all’interno dell’azienda «Il Tipico Calabrese» a Cardeto (RC), è possibile visionare il suo basilare e storico archivio fotografico.

## Biografia
Il padre, Vincenzo, era professore di francese, che ha avuto come alunna, una delle predilette, Silvana Guarna, insegnante di francese a sua volta, ora in pensione, divenuta, nel 1961, moglie di Domenico Minuto. È padre di quattro figli e nonno di quattro nipoti, zio di undici. Da studente universitario ha aderito alla F.U.C.I. (Federazione universitaria cattolica italiana). Si è laureato, nel 1952, in Lettere presso l’Università Cattolica di Milano. Docente di italiano e latino dal 1953; Preside dal 1977 [Liceo Classico a Palmi (RC)] al 1993 [Liceo Scientifico “A. Volta” a Reggio Calabria]. È deputato della «Deputazione di Storia Patria per la Calabria». Socio fondatore del «Comitato Permanente degli Incontri di Studi Bizantini» e della «Comunità Bizantina San Cipriano di Reggio». È socio dell’«Istituto Siciliano di Studi Bizantini e Neoellenici Bruno Lavagnini» di Palermo e dell’Associazione «Amici del Museo» di Reggio Calabria.
È socio onorario di «Italia Nostra», sezione di Reggio Calabria.

## Studi e iniziative culturali
- Nel 1968 è promotore, assieme a Franco Mosino, della nascita, a Reggio, del «Circolo La Jonica dei Greci di Calabria» con l’intento di recuperare la lingua e la cultura greca, affidando invece l’impegno dell’attività religiosa al giovane Giorgio Barone. La rivista «Calabria Turismo» ospita l’inserto, «I Jonica, notizie dei Greci di Calabria» [dal numero 7 della rivista, (gennaio-marzo 1971); poi continua su Calabria Sconosciuta, I (gennaio-marzo 1978), n. 1 e prosegue per dieci numeri totali]. Nello stesso anno (1968) parte l’attività di recupero del rito bizantino presso le comunità ellenofone di Gallicianò, Roghudi e Chorio di Roghudi con padre Giacomo Engels (26/02/1931 – 09/04/2021), monaco benedettino di rito bizantino del monastero di Chevetogne (Belgio). Parallelamente, sempre assieme all’amico e collega Franco Mosino e altri colleghi volontari, sono avviate iniziative (corsi di grecanico) con l’auspicio di non far morire la lingua di queste comunità.
- Nel 1970 diventa socio fondatore, con Franco Mosino e Maria Mariotti, del «Comitato Permanente per gli Incontri di Studi Bizantini». Oltre a preparare gli «Incontri di Studi Bizantini» cura il «Bollettino di Notizie per la Storia Medievale Calabrese», ospitato nella rivista «Calabria Turismo», prima, e in «Calabria Sconosciuta», poi.
- Nel 1977 pubblica il “Catalogo” di tutti i luoghi di culto presenti nella provincia di Reggio Calabria e, più in particolare, nel territorio compreso tra Reggio e Locri. È il frutto di una lunga ricerca, d’archivio e sul campo, diventata il punto di riferimento per gli studiosi che vogliono approfondire l’argomento[2], nella quale sono indicate la precisa localizzazione, con una descrizione puntuale del monumento, e dettagliate notizie storiche nonché la raccolta di tutti i documenti d’archivio inerenti. Approfondisce poi la ricerca allargando il campo a tutta la Calabria, con il rilievo e la relativa descrizione di oltre cinquanta chiesette medievali, sia in stato di rudere e sia ancora funzionanti, con il fine di una individuazione cronologica e di una loro classificazione, che sfocia, nel 1985, in una pubblicazione per i tipi di Marra editore. Le ricerche di architettura medievale in Calabria continuano ancora oggi (2022).
- Nel 1986, con gli inseparabili Maria Mariotti e Franco Mosino e con Velia Critelli (insegnante di greco presso il Liceo Classico di Catanzaro), contribuisce a far nascere «Calavrìa. Associazione di Greci e Albanesi di Calabria», con lo scopo di contribuire alla conoscenza e alla tutela delle minoranze etnolinguistiche presenti in Calabria.
- Promotore, il 9 giugno del 1993, nella località di Leandro, a Motta San Giovanni di Reggio Calabria, dell’atto fondativo dell’«Accademia dei Vagabondi» che vuole occuparsi di cultura del territorio attraverso la scoperta di luoghi emblematici.

### Gli Incontri di Studi Bizantini
Dopo la partecipazione al Convegno storico interecclesiale su “La Chiesa greca in Italia dall’VIII al XVI secolo” (Bari, 30 aprile-4 maggio 1969), in cui venne messa in luce l’importanza della Calabria bizantina e dei santi italogreci, Maria Mariotti, Franco Mosino e Domenico Minuto decisero di creare momenti di incontro sul tema. Nel 1970 nacquero così gli «Incontri di Studi Bizantini» che procurarono la presenza in Calabria, e specialmente a Reggio, dei maggiori studiosi nazionali e internazionali della civiltà bizantina. Tra i tanti studiosi intervenuti si citano Agostino Pertusi, Enrica Follieri, Vera von Falkenhausen, André Guillou e Augusta Acconcia Longo.
Tra le lezioni tenute da Agostino Pertusi, si ricordano gli apporti su monachesimo italo-greco; sul “thema” di Calabria; su superstizione e magia nella società bizantina calabrese. Si deve a lui la riscoperta del dotto calabrese Leonzio Pilato, maestro di greco di Petrarca e Boccaccio ed autore di classici greci con traduzione latina.
Tra le lezioni tenute da Enrica Folleri, si ricordano quella su I Santi della Calabria bizantina (Atti del primo e secondo Incontro di Studi Bizantini); In memoria di Agostino Pertusi (Atti del VI Incontro).
Tra le lezioni tenute da Vera von Falkenhausen, presidente dell’Associazione italiana di studi bizantini e presidente onorario del Comitato Permanente per gli Incontri di Studi Bizantini, si ricordano quelle su: Aspetti economici dei monasteri bizantini in Calabria (sec. X-XI) (Atti del III Incontro di Studi Bizantini); Attività scrittoria calabrese nei secoli X-XI (Atti del IV e V Incontro); L’incidenza del dominio normanno nella topografia e nella toponomastica calabrese (Atti del VII Incontro).
Tra le lezioni di André Guillou, si ricordano quelle su: L’economia della Calabria nel Catepanato d’Italia (Atti del III Incontro di Studi Bizantini); Preghiera e devozione nell’Italia meridionale bizantina (Atti del IV e V Incontro); I cognomi nella Calabria bizantina (Atti del VII Incontro).
Tra le lezioni di Augusta Acconcia Longo, si ricordano quelle su: S. Leo, S. Luca di Bova e altri santi italo-greci (Atti del X Incontro di Studi Bizantini); S. Giovanni Terista nell’agiografia e nell’innografia (Atti dell’XI Incontro).

### Minoranze Linguistiche
Nel 1971 Domenico Minuto chiede a Tavo Burat, segretario della sezione italiana dell’«Associazione Internazionale per la Difesa delle Lingue e Culture Minacciate» (A.I.D.L.C.M.) di organizzare a Reggio, in collaborazione fra l’AIDLCM e il «Circolo La Jonica», un convegno di greci di Calabria (Greci) e del Salento (Griki). Esso fu celebrato il 3 gennaio 1972 nella sala delle conferenze del museo archeologico di Reggio. Nel 1974, con il sostegno dell’amica greca Angela Meriano, ha realizzato la prima visita, di tante, dei greci di Calabria in Grecia. Nello stesso anno, quale rappresentante dei Greci di Calabria, partecipa ai corsi per insegnanti di scuole medie superiori, avente come oggetto il problema delle minoranze in Italia, su proposta dello scrittore sloveno Boris Pahor. La loro attuazione è dovuta grazie all’interesse del prof. Antonio Piromalli, Ispettore centrale dell’Istruzione classica, scientifica e magistrale del Ministero della Pubblica Istruzione, per mezzo dell’ufficio A.I.M. (Aggiornamento insegnanti e metodi). Il primo corso, si è tenuto a Livorno (2-8 dicembre 1974), ha avuto come oggetto il problema delle minoranze in Italia; tra i relatori vi è Domenico Minuto (per i Greci di Calabria). Il secondo corso, tenuto a Roccella Jonica, dal 21 al 30 aprile 1975, ha avuto come argomento la cultura delle comunità greca e albanese in Calabria: tra i relatori, anche qui, vi è Domenico Minuto. Nel 1975 l’AIDLCM ha inviato una Commissione Internazionale di Informazione e di Inchiesta, composta da sei persone, appartenenti a tre Nazioni – l’Italia, la Francia e la Grecia – espressione di sei gruppi etnici differenti, che si è stanziata a Bova Marina (RC) e ha soggiornato nella Regione Calabria dal 24 marzo al 1 aprile. La Commissione era così composta: Jordi Costa i Roca (presidente dell’AIDLCM), Boris Pahor, Gustavo Buratti, Luc Robet, Angela Meriano, Jean Chiorboli. Per gli incontri, gli spostamenti ed i sopralluoghi essa ha seguito dettagliatamente il programma annesso, precedentemente concordato fra il Circolo La Jonica, l’Assessorato Regionale al Turismo, l’A.A.S.T. di Reggio Calabria e l’A.I.D.L.C.M. Il lavoro della Commissione ha dato luogo a una pubblicazione dal titolo: Rapporto sulle Comunità linguistico-culturali greca, albanese e zigana della Regione di Calabria, pubblicato a cura dell’Azienda Autonoma di Soggiorno e Turismo di Reggio Calabria e del «Circolo La Jonica» dei Greci di Calabria, FRAMA SUD, Chiaravalle C.le (CZ) 1976.
Nel 1976, al VII Congresso Internazionale dell’A.I.D.L.C.M., tenutosi a Châtillon (Valle d’Aosta) il 23-25 luglio 1976, viene approvata La Carta dei diritti delle minoranze, elaborata dalla Commissione presieduta dal prof. Guy Héraud. (La Carta dei diritti delle minoranze (1976) - Etnie (rivistaetnie.com))
Nel 1980 il Preside Domenico Minuto scrive all’onorevole Senatore Sisinio Zito a proposito della proposta di disegno di legge di tutela della lingua e della cultura della popolazione calabrese di origine albanese, rammentando che in provincia di Reggio Calabria esiste la minoranza linguistica greca “che è ancora oggi portatrice di notevolissimi valori culturali ed ha bisogno di efficace tutela”.
Nel 1984 il Consiglio d’Europa lo invita a partecipare all’audizione pubblica: “Verso una Carta delle lingue regionali e minoritarie in Europa” (la lettera è del 16 febbraio 1984, protocollo EA-1560 RL.jh). Ha lo scopo di permettere la presentazione delle esperienze e proposte sui principi che dovrebbero figurare in una Carta Europea delle lingue regionali e minoritarie.
Nel 1992 il Comitato Internazionale Permanente dei Linguisti (The Permanent International Commite – Comité International Permanent des Linguistes – CIPL) dedicò il XV congresso, svoltosi in Québec, alle lingue in pericolo.
Agli inizi degli anni ’70, il Parlamento, per rafforzare la tutela delle minoranze già prevista in Costituzione (art. 6), nominò un “comitato di tre saggi” a cui delegò il riconoscimento delle comunità costituenti minoranze linguistiche. I designati furono Tullio De Mauro, Giovan Battista Pellegrini e Alessandro Pizzorusso, accademici linguistici i primi due, giurilinguista il terzo. Essi, in una relazione depositata nell’archivio del Parlamento, individuarono tredici minoranze, corrispondenti alle dodici attualmente riconosciute (albanesi, catalani, croati, francesi, francoprovenzali, friulani, germanici, greci, ladini, occitani, sardi, sloveni), con l’aggiunta di Sinti e Rom. Soltanto nel dicembre 1999, durante il governo D’Alema (1998-2000), fu finalmente approvata la Legge n. 482 sulle lingue minoritarie, recante Norme in materia di tutela delle minoranze linguistiche storiche. Le disposizioni in essa contenute vanno integrate con quanto previsto dalla legge delega n. 53/2003 che configura il nuovo Sistema educativo nazionale e in previsione dell’attuazione a partire dall’anno scolastico 2003/2004 della riforma del sistema scolastico.
Il 27 giugno 2000 l’Italia ha sottoscritto la Convenzione sulle lingue minoritarie, che era stata redatta a Strasburgo nel 1992, ma non ha mai proceduto alla sua ratifica. Il documento impegna gli Stati a promuovere le lingue regionali o minoritarie esistenti sul loro territorio, sancendo il rispetto dell’area geografica di diffusione di ciascuna di tali lingue e la necessità di una loro promozione, orale e scritta, nella vita pubblica e privata attraverso adeguati mezzi di insegnamento e studio, nonché scambi internazionali qualora alcune delle lingue regionali o minoritarie siano usate anche in altri Stati in forma identica o affine.
La Calabria ha emanato nel 2003 la Legge regionale n. 15 per la tutela delle minoranze linguistiche storiche: riconosce le minoranze linguistiche promuovendone la valorizzazione e la divulgazione e pone nelle sue finalità quelle di recuperare, qualificare e valorizzare le particolarità etno-antropologiche, linguistiche, culturali e storiche delle comunità costituite dalle minoranze linguistiche grecaniche, albanesi e occitane presenti in Calabria come condizione per il recupero dell’identità e lo sviluppo sostenibile del territorio.

## Opere (bibliografia parziale)
- Catalogo dei monasteri e dei luoghi di culto tra Reggio e Locri, Edizioni di Storia e Letteratura, Roma 1977
- Conversazione su territorio e architettura nella Calabria bizantina, Giuseppe Pontari editore, Reggio Calabria 1994
- I Monasteri Greci tra Reggio e Scilla, Laruffa Editore, Reggio Calabria 1998
- (a cura di), Profili di santi nella Calabria bizantina, Giuseppe Pontari editore-Edimedia, Reggio Calabria-Montecatini Terme (PT) 2002
- (prefazione, traduzione e note a cura di), Pietro, Vescovo occidentale, La vita e i miracoli del santo e glorioso servo di Cristo, Pontari editore, Reggio Calabria 2003
- Foglie Levi. Scritti su Greci, Chiesa d’Oriente, Bizantini, beni culturali e altro nella Calabria meridionale, Città del Sole, Reggio di Calabria 2007
- (a cura di), Sussidiario calabrese, Città del Sole, Reggio di Calabria 2010
- Tradizione, opinioni sul costume calabrese, Città del Sole, Reggio di Calabria 2011
- (traduzione delle antiche biografie a cura di), Otto santi. Monaci siciliani in Calabria e altrove, Città del Sole, Reggio di Calabria 2016
- Parole per la Divina Commedia, Città del Sole, Reggio Calabria 2020

### Opere in collaborazione
- D. Minuto, S. Venoso, Chiesette medievali calabresi a navata unica. (Studio iconografico e strutturale), Marra editore, Cosenza 1985
- D. Minuto, S. Nucera, P. Zavettieri, Dialoghi greci di Calabria, Laruffa, Reggio di Calabria 1988
- Storia della gente in Calabria dal passato al futuro (con un contributo di Sara Minuto per l’età preistorica), Qualecultura/Jaca Book, Vibo Valentia 2007/2006
- D. Minuto, A. Picone Chiodo, Antichi passi. Il duca Namo, Atanasio Calceopulo, Marcello Terracina, Annibale D’Afflitto in Aspromonte, Città del Sole, Reggio di Calabria 2018

## Premi e Riconoscimenti
- Premio «Vincenzo Panuccio» alla professione, alla cultura, all’impegno sociale, edizione 2022.[3]
- Premio «San Giorgio d’oro», benemerenza del Comune di Reggio Calabria, edizione 2022[4]
- Premio culturale «Trapezomata 2022», dell’Associazione culturale “Trapezomata” di Armo (RC).
- Cittadino onorario di Condofuri (RC) per Gallicianò e di San Lorenzo (RC) di Valletuccio.
- Premio Rhegium Julii 2021[5]